# دونالد بلک
دونالد بلک (به انگلیسی: Donald Black) (زادهٔ ۱۹۴۱) استاد دانشکده علوم اجتماعی در دانشگاه ویرجینیا است. بلک در سال ۱۹۶۸ دکترای جامعه‌شناسی را از دانشگاه میشیگان دریافت کرد. او پیش از نقل مکان به دانشگاه ویرجینیا در سال ۱۹۸۵، در دانشگاه ییل و دانشگاه هاروارد تدریس می‌کرد.
بلک نویسنده کتاب‌های «رفتار قانون»، «آداب و رسوم پلیس» و «عدالت جامعه‌شناختی» است که همگی جنبه‌های مختلفی از نظریه حقوق او را ارائه می‌کنند. اخیراً، «ساختار اجتماعی حق و باطل» این نظریه را برای پرداختن به مدیریت تضاد به‌طور گسترده‌تر گسترش داده‌است؛ بنابراین بر مواردی تمرکز می‌کند که افراد از راه‌هایی غیر از قانون، مانند شایعات، اجتناب، خودکشی، یا دشمنی، تضادها را مدیریت می‌کنند. آخرین کتاب بلک، «زمان اخلاقی»، علل تضاد اخلاقی را در همه روابط انسانی مشخص می‌کند.
بلک همچنین بنیانگذار «جامعه‌شناسی محض» است، یک رویکرد نظری متمایز که رفتار انسان را با هندسه اجتماعی آن توضیح می‌دهد. از آنجا که جامعه‌شناسی محض یک الگوی جامعه‌شناختی عمومی هست، ممکن است برای موضوعاتی غیر از قانون، تضاد و مدیریت تضاد - به عنوان مثال، هنر، دین، و ایده‌ها بکار رود.

## ادامه مطلب